# Onimusha 2: Samurai's Destiny
Onimusha 2: Samurai's Destiny, lançado no Japão como Onimusha 2 (鬼武者2, Onimusha Tsū) é um jogo de ação e aventura de 2002 produzido e lançado pela Capcom para PlayStation 2. É o segundo volume da série Onimusha e foi lançado em março de 2002. Ambientado no Japão medieval, o enredo gira em torno de um novo protagonista, Jubei Yagyu, que está em busca de vingança enquanto luta contra um exército demoníaco liderado por Nobunaga Oda, um sinistro senhor da guerra que eliminou o clã Yagyu. Ao longo de sua jornada, Jubei descobre sua herança oni, que lhe concede poderes para matar demônios, e conhece novos aliados que também desejam derrotar Nobunaga e seu exército de Genma.
O jogo mantém os elementos de ação de seu antecessor, como o uso de diversas armas especiais que podem ser aprimoradas com almas coletadas de inimigos derrotados. Além do personagem principal, o jogo apresenta quatro subpersonagens jogáveis, cada um dos quais compartilha um papel na história. As ações do jogador determinam quais personagens decidirão ajudar Jubei em sua jornada. Esses personagens foram adicionados pela equipe da Capcom para dar mais profundidade ao jogo e expandir a sensação de aventura do jogo. Cada personagem com quem o jogador faz amizade terá cenas diferentes, assim como arcos de história pessoais que Jubei poderá vivenciar, embora a narrativa principal permaneça praticamente a mesma. Há certos personagens ou cenas que não podem ser vivenciados na mesma partida, por questões de enredo.
Publicações sobre videogames geralmente elogiaram Onimusha 2 por seus caminhos de história ramificados, música, rejogabilidade e por manter os elementos de ação de seu antecessor e adicionar novos elementos de jogabilidade, embora o jogo tenha sido criticado por abandonar seu elemento RPG em cerca de 40% do caminho e por sua semelhança com o jogo original. Além disso, o lançamento americano não continha o áudio japonês, ao contrário do primeiro jogo. Os gráficos e a introdução em CGI foram muito elogiados.

## Jogabilidade
Samurai's Destiny apresenta um esquema de controle encontrado em muitos jogos de survival horror publicados pela Capcom, mais notavelmente Resident Evil. Outras semelhanças incluem jogabilidade aberta, o uso de ervas e remédios para restaurar a saúde e a inclusão de quebra-cabeças que devem ser resolvidos para progredir. Demônios hostis conhecidos como Genma habitam a maioria das áreas e atacam e perseguem Jubei. Jubei coleciona uma variedade de armas de curto e longo alcance ao longo do jogo, incluindo um arco e um fecho de mecha. Jubei é capaz de usar magia empunhando armas elementais. Ao empunhar essas armas, Jubei pode realizar um ataque elemental mais forte a qualquer momento.
Para desencorajar o apertar de botões, o jogador é recompensado por executar golpes de "Issen" em Genma. Os ataques ocorrem quando o jogador inicia um ataque no momento em que um inimigo está prestes a avançar. Um clarão brilhante aparecerá se o movimento for bem-sucedido, e o inimigo alvo morrerá instantaneamente. Se um grupo de Genma cercar Jubei, ele será capaz de encadear vários ataques de Issen, eliminando o grupo inteiro. Jubei também pode encontrar pergaminhos escondidos que lhe ensinam movimentos extras para usar contra seus inimigos. Esses movimentos podem ser inseridos a qualquer momento, exceto no final de um combo. Eles podem ser usados para criar diferentes combos de ataques, embora o sistema de batalha ainda seja focado principalmente no tempo e no contra-ataque, ao contrário do sistema de combos rápidos e chamativos de Devil May Cry.
Logo no início do jogo, Jubei ganha a habilidade de absorver as almas de Genma derrotados. Jubei pode atrair quaisquer orbes nas proximidades e puxá-los para sua mão, desde que esteja perto o suficiente. As Almas Demoníacas são diferenciadas pela cor do orbe: o tipo mais comum, os orbes vermelhos, funcionam como pontos de experiência que podem ser gastos para melhorar as armas e armaduras de Jubei. Orbes amarelas restaurarão a saúde de um personagem. Orbes azuis recarregam habilidade mágica. A variedade mais rara é o orbe roxo, que temporariamente potencializa Jubei em um "Onimusha", aumentando seu dano de ataque e tornando-o invencível. Ao contrário dos orbes vermelhos, azuis e amarelos, os jogadores não precisam necessariamente matar um inimigo para que os orbes roxos apareçam, pois os orbes roxos às vezes aparecem quando eles atingem os inimigos com armas ou chutes. Ao contrário de Onimusha 3 (que permite que os jogadores se transformem em um Onimusha com o apertar de um botão após obter 5 almas roxas), Jubei não pode se transformar em um Onimusha como ele quer, e se transformará automaticamente em um Onimusha sempre que tiver 5 orbes (quer o jogador queira se transformar ou não). Isso foi alterado na remasterização do jogo de 2025, permitindo que o jogador se transforme no estado Onimusha a critério do jogador após coletar cinco orbes roxas. 
Samurai's Destiny apresenta uma cidade de mineração de ouro chamada Imasho, que é livre de encontros com inimigos. O jogo introduz vários elementos de RPG na série. Nas áreas ao redor de Imasho, Genma derrotados geralmente deixam para trás pilhas de ouro que podem ser gastas em presentes para outros personagens (Ekei, Magoichi, Kotaro e Oyu). As reações a um presente dependerão do temperamento da pessoa; dar um buquê de flores a Oyu a deixará feliz, enquanto dar a um destinatário homem simplesmente o irritará. Os presentes dados por Jubei determinarão qual guerreiro o ajudará no decorrer do jogo, o que, por sua vez, influenciará a história. Em alguns casos, se o jogador não conseguir conquistar um personagem, essa pessoa optará por rejeitar ou trair Jubei mais tarde.
Em certos pontos da história, o controle pode ser passado para outro personagem por um curto período. Essas missões secundárias geralmente começam com Jubei sendo emboscado, preso ou incapacitado, precisando da ajuda de um de seus aliados. Durante esses eventos, o subpersonagem pode equipar uma pulseira que lhe confere o mesmo poder de absorção de almas que Jubei possui.

## Enredo
Desde a morte de Fortinbras pelas mãos de Samanosuke, Nobunaga Oda assumiu o comando dos Genma enquanto continua sua campanha para unir o Japão e eliminar qualquer ameaça ao seu poder. Entre as aldeias que ele atacou está a aldeia de Yagyu. O único sobrevivente do clã, Jubei Yagyu, que estava ausente no momento do ataque dos Genma, encontra a vila destruída e sai em busca do culpado. Ele encontra uma Oni chamada Takajo (高女) que explica as ações de Nobunaga. Revelando-se como a mãe de Jubei, Takajo libera os poderes Oni de Jubei e diz a ele para procurar cinco orbes que foram criados para proteger os humanos dos demônios. Jubei então embarca em uma jornada para encontrar os orbes para derrotar Nobunaga, viajando primeiro para a cidade mineradora de Imasho.
Na cidade de Imasho, Jubei testemunha um grupo de moradores assediando sexualmente Oyu. Enquanto Oyu os enfrenta, ele percebe que ela tem um orbe Oni. Ele chega para resgatá-la e luta contra os moradores enquanto Oyu desaparece nas minas. Antes de entrar nas minas, Jubei conhece Ekei e Magoichi e Kotaro Fuma. Jubei encontra um demônio chamado Ginghamphatts, que luta contra Jubei, mas perde. Ginghamphatts diz a Jubei que ele retornará antes de morrer. Jubei descobre que há uma entrada secreta para o mundo dos demônios a partir das minas e entra, sendo transportado para o Castelo de Gifu. No Castelo de Gifu, Jubei conhece Hideyoshi Toyotomi e descobre por meio dele que o clã Oda o queria morto, atacando assim sua aldeia. Jubei salva Oyu de Hideyoshi Toyotomi antes de entrar em uma luta com Gogadantess, um autoproclamado "maior espadachim de todos os demônios". Jubei não consegue causar dano a Gogadantess e decide escapar com Oyu. De volta à cidade de Imasho, Oyu presenteia Jubei com seu orbe Oni por salvá-la. Enquanto investiga a cidade de Imasho, Jubei conhece um demônio chamado Jujudormah, que revela a Jubei que foi enviada por Nobunaga para matar Jubei e sua mãe. Jujudormah parte para a Vila Yagyu enquanto Jubei o persegue.
Jubei retorna à Vila Yagyu, mas não consegue salvar sua mãe a tempo. Jurando vingança, ele encontra uma passagem secreta para fora da vila e no processo luta contra um Ginghamphatts ressuscitado. Jubei o mata novamente antes de lutar e matar Jujudormah. Jubei descobre uma nave Oni e a ativa, que então o leva para a Ilha Sagrada Oni. Enquanto está na ilha, ele luta contra Gogadantess novamente, mas ainda não consegue causar dano a ele. Jubei é ferido no processo, mas Oyu o salva. Gogadantess elogia a força de Oyu e repreende Jubei por ter que ser salvo por uma mulher pela segunda vez. Gogadantess interrompe sua batalha e vai embora, mas decide contar a Jubei o plano de Nobunaga. Enquanto Jubei descansa, Oyu explora a ilha, encontra o fantasma da mãe de Jubei e consegue a flauta sagrada para Jubei, que ajudará Jubei a derrotar Gogadantess. Oyu retorna a Jubei com a flauta e Jubei a usa quando encontra Gogadantess novamente pela terceira vez no nível inferior da ilha. Oyu também revela a Jubei que seu nome verdadeiro é Oichi, irmã de Nobunaga, e ela veio para Imasho querendo assassinar Nobunaga. Após dissipar a barreira que protegia Gogadantess, Jubei o mata. Antes de morrer, Jubei elogia as habilidades de Gogadantess e reafirma que ele é realmente o "maior espadachim de todos os demônios". Gogadantess agradece a Jubei e lhe entrega seu orbe Oni antes de morrer. Oyu e Jubei encontram uma máquina voadora e alcançam Hideyoshi Toyotomi, que está pilotando um zepelim de guerra. Jubei assume o controle do zepelim enquanto Hideyoshi Toyotomi escapa, detonando explosões no processo.
Enquanto o zepelim desce, Jubei consegue manobrá-lo o suficiente para colidir com o Castelo de Gifu, onde Nobunaga reside. No processo, Oyu cai com o zepelim enquanto ele explode. Jubei lamenta a morte de Oyu e segue para a câmara de Nobunaga, lutando e finalmente matando Ginghamphatts pela última vez. Antes de confrontar Nobunaga, é revelado que Oyu sobreviveu à explosão e abraça Jubei. Jubei diz a ela para voltar para casa, pois a luta contra Nobunaga é sua, e não sobrecarregá-la com a luta contra seu próprio irmão. Jubei confronta Nobunaga e aparentemente derrota Nobunaga após uma dura batalha. Quando Jubei começa a sair, Nobunaga se levanta e usa seu poder para sugar Jubei para o mundo demoníaco. No mundo dos demônios, Jubei finalmente entende o poder dos Oni Orbs e os usa para transformá-lo no guerreiro Oni supremo. Jubei destrói Nobunaga novamente pela última vez, mas antes de morrer Nobunaga ameaça Jubei dizendo que ele pode ter vencido por enquanto, mas que ele irá se levantar novamente. O Castelo de Gifu começa a desmoronar e Jubei é visto pela última vez escapando do castelo e desaparecendo na escuridão. Em uma cena pós-créditos, Jubei é mostrado sentado em um cavalo na beira de uma montanha com vista para um castelo ao longe. É mostrado que Oyu reside lá com sua família e finalmente aceitou ser mãe e esposa. Jubei parte em seu cavalo enquanto um corvo voa, rindo na voz de Nobunaga.

## Desenvolvimento
A primeira sequência de Onimusha: Warlords foi confirmada pela Capcom em abril de 2001, quando foi lançada nos Estados Unidos. Este anúncio rápido foi feito porque Onimusha 2 foi desenvolvido junto com Warlords. A história e os personagens do jogo foram revelados em junho do mesmo ano. O herói Jubei Yagyu foi inspirado no falecido ator japonês Yūsaku Matsuda. Embora o jogo seja graficamente semelhante ao seu antecessor, os modelos dos personagens parecem mais realistas e os fundos receberam mais animações, como o uso de imagens reais de água para lagos e rios. Uma dessas cenas, que inclui chuva torrencial, foi feita em homenagem ao filme favorito da equipe, Seven Samurai.
Onimusha 2: Samurai's Destiny foi feito por uma equipe diferente daquela que fez o primeiro jogo. A equipe implementou um foco maior em aventura em vez de ação neste jogo para dar mais profundidade. Assim como o Onimusha original, este jogo também foi originalmente planejado para ser lançado para o PlayStation, mas o lançamento do PlayStation 2 fez a equipe mudar para o novo console. O produtor Keiji Inafune viu este jogo como uma maneira de incluir muitas coisas que ele queria no primeiro jogo mas não conseguiu.
A música do jogo foi composta por Hideki Okugawa. O músico japonês Tomoyasu Hotei contribuiu para o jogo com o tema "Russian Roulette", que é usado como tema de introdução alternativo do jogo.

## Lançamento
Onimusha 2 foi lançado originalmente no Japão em 7 de março de 2002, seguindo-se os lançamentos na América do Norte em 27 de agosto e na Europa em 4 de Outubro. O jogo também foi relançado com Warlords e Demon Siege na compilação Onimusha Essentials, de 2008, para a América do Norte.
No mesmo dia em que o jogo foi lançado no Japão, a Capcom também publicou um DVD para fãs contendo um guia e filmes com a equipe de desenvolvimento. Uma trilha sonora original em CD de 44 faixas foi lançada pela Capcom em 20 de março de 2002, enquanto a ADV Films a publicou na América do Norte no ano seguinte em 3 de junho. A trilha sonora Onimusha 2 Orchestra Album ~ Taro Iwashiro Selection também foi lançada em 2003.

## Remaster
Uma remasterização foi lançada em 23 de maio de 2025 para Nintendo Switch, PlayStation 4, Windows e Xbox One. A edição remasterizada oferece a opção de usar um controle analógico de 360 graus ou os controles tanque clássicos. O jogo roda a 60 fps em alta resolução. Pode ser jogado em widescreen ou no formato original 4:3. Todos os minijogos e materiais bônus são desbloqueados no início, junto com um novo traje para quem fez a pré-encomenda do jogo. Além disso, há uma jogabilidade atualizada. Um novo recurso inclui a capacidade de trocar de armas no jogo com o clique de um botão, ao contrário do original, em que o jogador precisava constantemente entrar no menu de pausa para trocar de armas. Jubei agora pode se transformar em um Onimusha manualmente e ele não se transforma mais automaticamente sempre que recebe 5 orbes roxas, quer o jogador queira ou não. Também pela primeira vez há uma opção para diálogo em japonês. O narrador também foi alterado e regravado para ter uma pronúncia mais precisa das palavras japonesas. Há uma nova dificuldade "Inferno", na qual o jogador morre com um golpe. Outros conteúdos incluem uma arte mostrando diferentes modelos de personagens, assim como um storyboard e um player de música para ouvir a trilha sonora. O conteúdo do lançamento original foi removido, como o pequeno miniclipe "making of" que podia ser visto na opção especial, o pequeno teaser de Onimusha 3 que era desbloqueado após terminar o jogo e o videoclipe que toca se o jogador permanecer inativo na tela de título por um momento. Não há nenhum conteúdo novo adicionado ao jogo principal.

## Recepção
Onimusha 2 foi um sucesso comercial no Japão, ficando em terceiro lugar entre os videogames mais vendidos de 2002. Em abril de 2002, o jogo havia vendido mais de um milhão de cópias no Japão, com vendas mais rápidas que seu antecessor. Naquele ano, também foi o terceiro jogo mais vendido no país. Em maio de 2008, vendeu mais de 1,9 milhão de cópias no mundo todo. O vice-presidente de planejamento estratégico e desenvolvimento de negócios da Capcom, Christian Svensson, referiu-se a Onimusha 2 e seu antecessor como um de seus títulos de maior sucesso, mas a equipe observou que ele teve vendas fracas na Europa. Como resultado, eles tentaram atrair os fãs europeus adicionando mais tons ocidentais ao seu próximo trabalho, Onimusha 3: Demon Siege.
Antes de seu lançamento, a IGN premiou o game como o "Melhor Jogo de Aventura" da E3 2002 para o PlayStation 2. Onimusha 2 recebeu elogios por sua jogabilidade e apresentação. No lançamento, a revista Famitsu deu ao jogo uma nota 36 de 40. Foi elogiado por manter os elementos de ação de seu antecessor e adicionar valor de repetição, mas o uso do D-pad em vez do analógico esquerdo do joystick para controlar Jubei tem sido alvo de críticas, pois os jogadores teriam dificuldades para se acostumar. Enquanto Jeremy Jastrab, da PALGN, elogiou o novo sistema de presentes por motivar o jogador a explorar mais, Chandronait, da GameSpy, ficou decepcionado com o fato de os relacionamentos dos personagens serem afetados por presentes em vez de decisões. Ele também foi criticado por sua câmera, que às vezes dificulta o combate. Embora Jeremy Dunhan, do IGN, tenha reconhecido esse problema, ele observou que houve várias melhorias em relação ao jogo original. Dunhan resumiu como "maior, mais sangrento e mais profundo que seu antecessor, Onimusha 2: Samurai's Destiny é, em muitos níveis, a sequência perfeita". Os críticos também reconheceram que o jogo teve uma duração curta, apesar dos novos elementos de jogabilidade, mas ainda acharam que o valor de repetição o favorece.
No que diz respeito à apresentação, a recepção foi bem mista. Os gráficos foram bem recebidos por suas atraentes cenas de CGI, assim como os modelos dos personagens. Os fundos pré-renderizados também foram muito elogiados por serem altamente detalhados e realistas em certas áreas. Apesar de achar o enredo muito semelhante ao de Warlords, Greg Kasavin, do GameSpot, elogiou a apresentação do jogo para equilibrar ação e as cutscenes, mas criticou a falta do áudio original em japonês, deixando os jogadores ouvindo uma dublagem em inglês que foi considerada "medíocre". Concordando com Kasavin, Chandronait descobriu que o enredo também foi afetado por uma localização ruim do roteiro. Enquanto Chandronait achou a personagem Oyu e seu relacionamento com Jubei estereotipados, ela achou os outros personagens mais agradáveis. Jeremy Dunhan, do IGN, viu Jubei como um personagem mais interessante do que Samanosuke Akechi de Warlords, com base em sua personalidade e ações. O final do jogo também foi criticado por ser muito curto e repentino.
A IGN o listou como o 45º melhor jogo de PlayStation 2. A GameSpot também listou como um candidato na categoria de "Melhor Jogo de Ação e Aventura" em 2002.  O GamesRadar listou Onimusha 2 como um dos títulos que mereciam ser relançados em uma coleção HD.  No Japan Game Awards de 2001 e 2002, Onimusha 2 recebeu o "Prêmio de Excelência".

## Ligação externa
- Site Oficial em Capcom.com
- Onimusha 2: Samurai's Destiny. no IMDb.